# Белевич, Константин Павлович
Константин Павлович Беле́вич (1825—1890) — русский писатель.

## Биография
Родился в 1825 году — из обер-офицерских детей Подольской губернии. Учился в Полтавской гимназии, затем — в университете (по одним сведениям в Харьковском, по другим в Киевском), но курса не окончил и поступил в 1843 году на военную службу в легкую батарею 3-й артиллерийской бригады, затем перевёлся в Тенгинский пехотный полк на Кавказе, в котором и служил до выхода в отставку, принимая с ним участие в Кавказской войне. Был полковым аудитором (1864) и председателем полкового суда (1871). 
Во время русско-турецкой войны 1877—1878 годов он был прикомандирован к Ленкоранскому пехотному полку и по окончании войны вышел в отставку с чином полковника.
Умер в 1890 году. 
Подражая М. Ю. Лермонтову, писал романтические стихи и поэмы на кавказские темы: «Чеченец Берсан», «Лезгин Али», «Дагестанка Буба» и др. В стихотворении «На Валерике», посвящённом битве 4 мая 1847 года, Лермонтов упоминается как участник давнего сражения на этой реке в 1840 году и автор стихотворения «Валерик». Писал также прозу. Белевича можно считать первым исследователем кавказского периода жизни Лермонтова. В произведении «Кое-что о службе и смерти на Кавказе Марлинского и Лермонтова» Белевич попытался обобщить сведения о Лермонтове, собранные там, где бывал поэт. В 1868 году Белевичем были предприняты безуспешные поиски места дуэли Лермонтова; им было указано место первоначального погребения Лермонтова. 
При жизни Белевичем были напечатаны «Три поэмы из нравов горцев и военных событий на Кавказе» (СПб.: тип. т-ва «Обществ. польза», 1869. — 36 с.). После смерти К. П. Белевича напечатаны:
- «Несколько картин из кавказской войны и нравов горцев, в стихах и прозе» (СПб.: тип. А. Круг, 1891. — [4], 200 с.)
- сборник «Стихи и рассказы» (СПб.: тип. Глазунова, 1895. — [4], II, II, 248 с., 1 л. фронт. (портр.))
- «Несколько картин из кавказской войны и нравов горцев» (СПб. : тип. Кюгельген и К°, 1910. — [8], 265 с.: портр.)

Целый ряд рассказов был основан на личных воспоминаниях Белевича о Кавказской войне («Сухарная экспедиция», «Кахетия в 1854 г.», «Оборона Черноморских береговых укреплений», «Набег», «Смотр» и др.).